# Ribeira de Comoro
O Ribeira de Comoro (Tetum: Mota Komoro) é um  curso d'água em Timor-Leste. Ele flui para o norte no Estreito de Ombai, alcançando a costa nos subúrbios do noroeste da capital, Díli. Em seus cursos inferiores, é o principal e maior das quatro principais ribeiras de Díli.

## Curso
As nascentes da ribeira estão nas montanhas centrais de Timor-Leste, a sul de Díli. A partir daí, ela flui para nordeste até à extremidade sul dos subúrbios do sudoeste de Díli. Em seguida, vira para norte e atravessa os subúrbios ocidentais de Díli, inicialmente ao longo da fronteira entre os municípios de Díli e Liquiçá, e depois atravessando o posto administrativo de Dom Aleixo no município de Díli, onde passa por baixo da Ponte Hinode e, 800 m mais a jusante, a Ponte CPLP. 

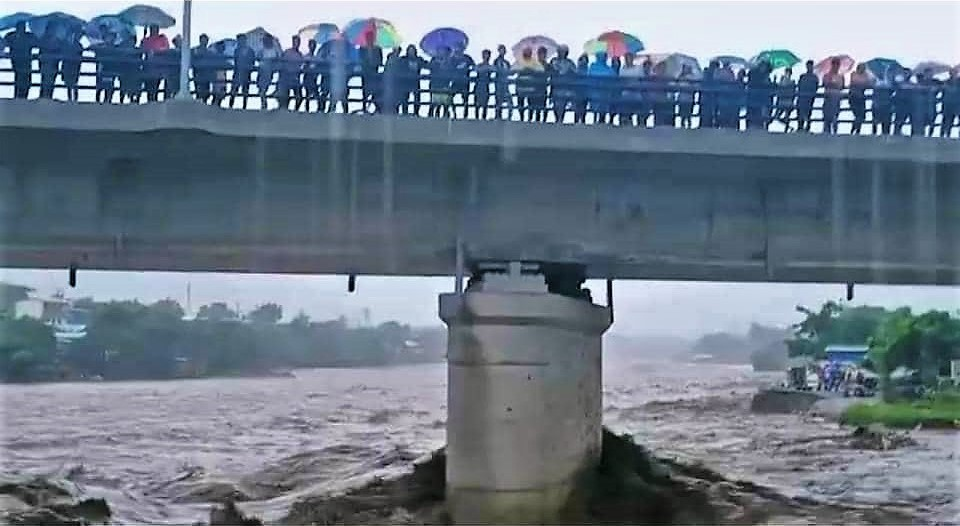
A Ponte Hinode durante o Ciclone Seroja em abril de 2021.

No seu curso inferior, a ribeira é a principal e maior das quatro principais ribeiras de Díli, e é muito largo, com margens íngremes. Tem um leito de pedra e cascalho, é principalmente seco, e é frequentemente trançado quando não está seco ou em cheia. A uma curta distância a norte da Ponte CPLP, deságua no Estreito de Ombai; entre a ponte e a sua foz, marca a fronteira entre os sucos de Madohi (a oeste) e Bebonuk (a leste). 
Sua foz é plana e larga. Quando está fluindo, a foz geralmente tem múltiplos canais rasos, influenciados pela maré, com fluxo baixo a moderado. Imediatamente a oeste da foz está o Aeroporto Internacional Presidente Nicolau Lobato, e a leste está a Baía de Díli, da qual é o extremo oeste. A foz da ribeira deságua em uma área que contém um recife de coral.
A ribeira confina com a extremidade leste da pista do aeroporto, e a possibilidade de construir uma ponte sobre ela ou desviá-la para facilitar uma extensão leste da pista foi levantada. No entanto, várias propostas para construir tal extensão foram rejeitadas pelo governo em 2019. 
Durante a estação chuvosa de Timor-Leste, os cursos inferiores da ribeira são propensos a inundações e consequentes danos às infraestruturas e habitações. Em geral, suas margens são protegidas por muros de betão ou gabiões, mas deterioraram-se devido à erosão, uma vez que os canais não são devidamente mantidos. 
A ribeira tem quatro tributários. Em ordem de entrada, eles são os seguintes:
- Ribeira Anggou: nasce no município de Liquiçá; flui cerca de 8 km a sudeste e depois a nordeste até à aldeia de Railaco no município de Ermera;
- Ribeira Buamara/Boera: nasce como a ribeira Buamara no município de Ermera; flui cerca de 10 km (6,2 mi), inicialmente a noroeste, e depois a nordeste como a ribeira Boera, para se fundir com a ribeira Anggou em Railaco e formar a ribeira Balele ou Hare; [1][10]
- Ribeira Maulu: nasce no município de Ermera; flui cerca de 8 km para oeste para entrar na ribeira Balele/Hare cerca de 3 km (1,9 mi) a leste e a jusante de Railaco (a ribeira Balele/Hare torna-se o Comoro mais a jusante); [10][11]
- Ribeira Bemos: nasce no município de Aileu; flui cerca de 13 km para oeste no Comoro, cerca de 8 km (5,0 mi) para nordeste e a jusante de onde a ribeira Maulu deságua na ribeira Balele/Hare, e cerca de 8 km para sul e a montante da foz do Comoro. [1]

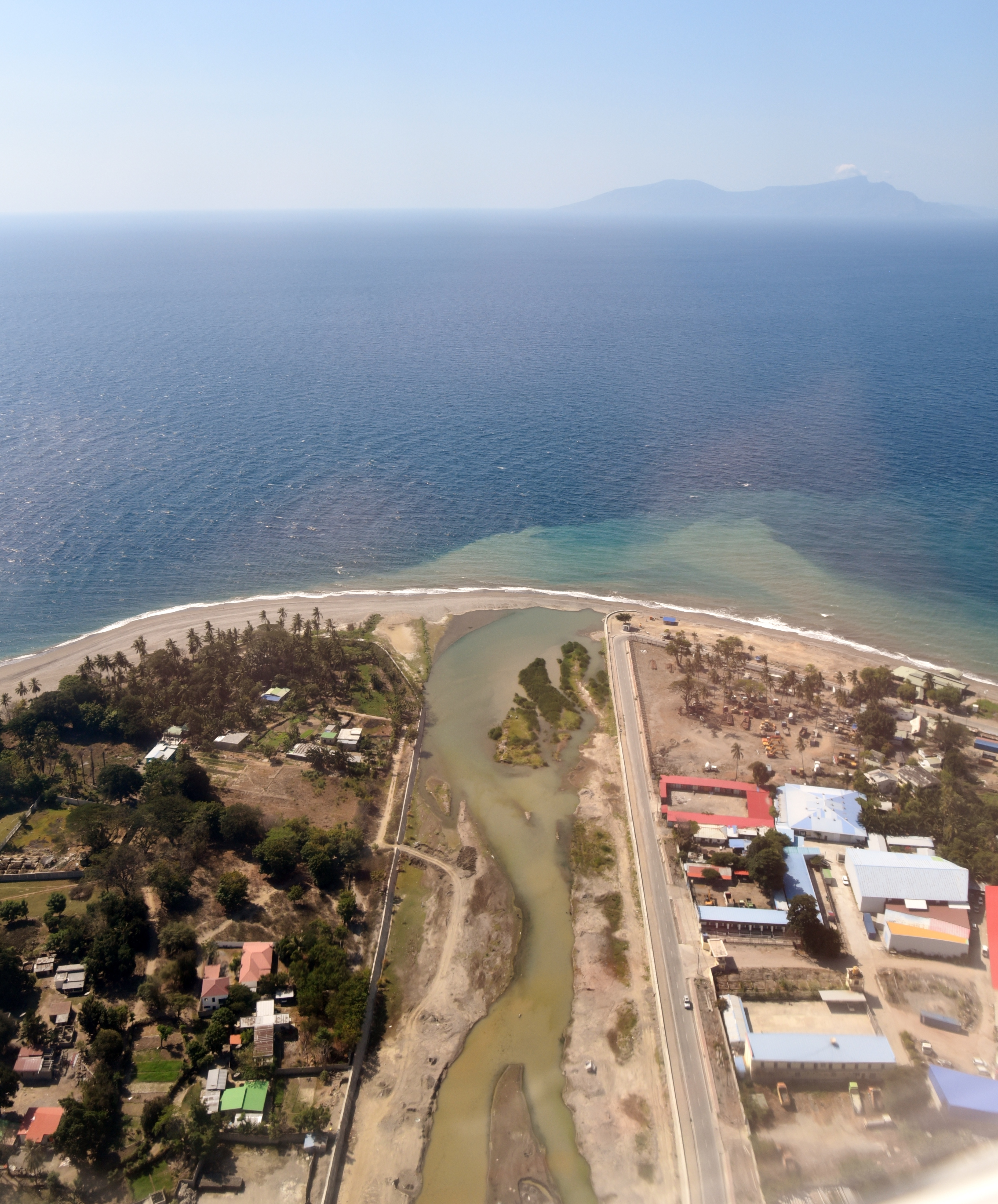
Foz da Ribeira de Comoro, com o estreiro de Ombai e a ilha da Atauro ao fundo,

Um tributário menor, às vezes chamado de ribeira Berloi ou Berloi-Fatisi, nasce no município de Aileu e passa sobre a Cachoeira Berloi em Fatisi, Aileu. Em seguida, continua por mais 3 km (1,9 mi), até desaguar no rio principal cerca de 5 km (3,1 mi) a jusante de Railaco (perto do ponto onde o Rio Balele/Hare se torna o Rio Comoro e do tríplice entre os municípios de Aileu, Ermera e Liquiçá). 

## Abastecimento
O fornecimento de água a Díli é a utilização mais importante da água na bacia hidrográfica, por meio da empresa pública Bee Timor Leste. 
O rio Bemos fornece água industrial, potável e doméstica para grandes partes de Díli, incluindo água potável e doméstica para cerca de 30% da população total da cidade. A água do rio Bemos é retirada a montante da confluência dos rios Bemos e Comoro, e passa por uma conduta de água bruta para a estação central de tratamento de água de Díli. Existe outra entrada de água no rio Maulu. 
Mais suprimentos de água são obtidos e distribuídos na forma de águas subterrâneas extraídas de cinco furos em um grande aquífero, a Base de Águas Subterrâneas de Díli (DGB), que está nas partes mais baixas da bacia hidrográfica e é formada por depósitos sedimentares quaternários na planície aluvial de Díli. 
Em 2011, foram adquiridas sondagens eletromagnéticas transitórias limitadas do aquífero da bacia hidrográfica em oito locais no meio do Rio Comoro, variando desde a montante da confluência Comoro/Bemos até a foz do Comoro. As sondagens sugeriram que o aquífero continha água subterrânea de qualidade relativamente boa, presumivelmente porque estava sendo recarregada de dentro da bacia hidrográfica durante a estação das monções e permanecia fresca como resultado da alta recarga. No entanto, estudos mais recentes concluíram que as atividades de desenvolvimento na área da bacia hidrográfica estavam colocando estresse no aquífero ao limitar a recarga. Em particular, o aumento da extração de água subterrânea levou à intrusão de água salgada. 